# Herschel Walker
Herschel Walker (3 de marzo de 1962) es un ex corredor de fútbol americano, bobsleigh y peleador de artes marciales mixtas. Jugó fútbol americano universitario para la Universidad de Georgia, obtuvo el consenso de los honores All-American tres veces y ganó el Trofeo Heisman de 1982.  Se le considera uno de los mejores jugadores de fútbol americano universitario de todos los tiempos, clasificado en el puesto número 1 por Bleacher Report, 247sports y Sporting News, y en el puesto número 2 por ESPN. Walker comenzó su carrera futbolística profesional con los New Jersey Generals de la United States Football League (USFL), antes de unirse a la National Football League (NFL), inicialmente con los Dallas Cowboys. En 1989, fue el foco de un gran canje a los Minnesota Vikings, y más tarde jugó para los Philadelphia Eagles y los New York Giants. Fue incluido en el Salón de la Fama del Fútbol Americano Universitario en 1999.
Se postuló para la nominación republicana en las elecciones al Senado de los Estados Unidos de 2022 en Georgia, y fue respaldado por el expresidente de los Estados Unidos, Donald Trump, y el líder republicano del Senado, Mitch McConnell, sin embargo, fue derrotado por el senador demócrata Raphael Warnock.